# Cyllene (berg)
Cyllene (Grieks: Κυλλήνη, Killíni) is de (antieke) naam van een kalksteengebergte in het Griekse schiereiland Peloponnesos, gelegen ten westen van Korinthe, ten noordwesten van Stymphalia, ten noorden van Tripolis en ten zuiden van Derveni. In de oudheid vormde het de grens tussen de historische landstreken Arcadia en Achaea, maar nu ligt het volledig op het grondgebied van de nomos Corinthia, en wordt vaak Zíria (Grieks: Ζήρ[ε]ια) genoemd. De hoogste top reikt tot ± 2375m, en daarmee is het de op één na hoogste berg van de Peloponnesos.

## Mythologie
In de Griekse mythologie speelt het gebergte een belangrijke rol als geboorteplaats van de god Hermes, die hier in een heilige grot zou geboren zijn uit een ontmoeting van Zeus en de Pleiade Maia. In de oudheid bevond er zich een heiligdom voor Hermes op de hoogste top, en Cyllenius / Κυλλήνιος was een veel gebruikt epitheton voor deze god.
Hyginus vermeldt ook dat op de berg Cyllene Teiresias van geslacht veranderde nadat hij twee parende slangen had gestoord.